# Відносини Північна Корея — Європейський Союз
Відносини Європейського Союзу та Північної Кореї (КНДР) — це зовнішні відносини між Європейським Союзом та країною Північна Корея. Двосторонні відносини між Північною Кореєю та ЄС сягають 1990-х.

## Політичні відносини
ЄС проводить політику «критичної взаємодії» щодо Північної Кореї. ЄС хоче допомогти КНДР «сприяти миру та стабільності на Корейському півострові, зокрема, через підтримку міжнародних зусиль із просування денуклеаризації та покращення ситуації з правами людини». Європейський Союз вперше розпочав дипломатичні відносини з КНДР у травні 2001 року, і з тих пір більшість країн ЄС встановили дипломатичні відносини з КНДР. ЄС постійно згадував про ситуацію з правами людини в КНДР на двосторонній основі та через органи ООН (ООН), включаючи співавтори резолюцій країн. ЄС все ще стурбований порушеннями прав людини, які, як вони стверджують, відбуваються в країні, і провів переговори з перебіжчиками, які виступали проти КНДР.
ЄС бажає, щоб КНДР не брала участі в програмах або фінансуванні, пов’язаних з ядерною або балістичною ракетою. Він не виключив подальших санкцій, якщо КНДР не виконає їх. ЄС виконав резолюції Ради Безпеки ООН 1718 (2006), 1874 (2009), 2087 (2013), 2094 (2013), 2270 (2016), 2321 (2016), 2356 (2017), 2371 (2017) 2017), а також прийняв додаткові автономні заходи, які доповнюють та посилюють санкції ООН.

## Гуманітарна підтримка
ЄС надає КНДР переважно продовольчу допомогу з 1995 року. Деякі країни-члени мають власні зусилля на додаток до зусиль ЄС.

## Торгівля і санкції
КНДР мала економічні інтереси в Європейському Союзі. У березні 2002 року міністр торгівлі КНДР відвідав деякі країни-члени ЄС, включаючи Бельгію, Італію, Велику Британію та Швецію, а також відомо, що країна відправляє короткострокових стажерів до Європи. Крім того, відбулися семінари щодо економічної реформи КНДР за участю дипломатів та економістів ЄС. До посилення економічних санкцій проти КНДР у 2016 році зовнішня торгівля КНДР з ЄС становила менше 0,5% загальної зовнішньої торгівлі країни.
ЄС також ввів обмеження на взаємодію держав-членів із КНДР, наприклад, обмеження певних послуг та фінансової підтримки зовнішньої торгівлі КНДР. Деякі з цих заборонених послуг включають комп’ютерну допомогу, дослідження ядерних або балістичних ракет, послуги з видобутку корисних копалин та послуги з переробки. ЄС заборонив експортні кредити, гарантії, страхування та інвестиції до КНДР.
Наразі ЄС забороняє імпорт і експорт зброї до КНДР, а також будь-яких предметів, пов’язаних з ядерною або балістичною ракетою. ЄС не дозволяє експорт або імпорт багатьох природних наземних ресурсів до КНДР (тобто вугілля, залізну руду, золото, срібло тощо. Крім того, ЄС забороняє експорт або імпорт статуй, вертольотів, суден, банкнот і монет, предметів розкоші, текстилю, авіаційного та ракетного палива, нафти, природного газу та морепродуктів з або до КНДР.